# Michal Donath
Michal Donath (* 18. dubna 1949) je český odborník na public relations.

## Životopis
Vystudoval VŠE (Fakultu zahraničního obchodu absolvoval 1973), pracoval v různých odvětvích obchodu, výroby i služeb.
V období před rokem 1989 byl agentem Státní bezpečnosti, jak uváděly Cibulkovy seznamy, různí Donathovi oponenti nebo podle tiskové zprávy CET 21 i Městský soud v Praze. Sám Donath to podle deníku Super nepopřel, pouze konstatoval, že plní ustanovení lustračního zákona. Vrchní soud naopak přikázal Vladimíru Železnému omluvu za tvrzení, že Donath je „bývalý vysoký funkcionář StB“, což stvrdil i Nejvyšší soud.
Byl pražským dopisovatelem časopisu Time. V roce 1991 se stal generálním ředitelem české pobočky PR agentury Burson–Marsteller, později ji převzal od původních vlastníků a přejmenoval na Donath-Burson-Marsteller. V roce 2010 se agentura osamostatnila od sítě Burson-Marsteller a nyní nese jméno Donath Business & Media (DBM).
V letech 1996-1998 DBM poskytovala mediální zastoupení společnosti TVX Bohemia Důlní, která usilovala o vytěžení zlatého ložiska v Kašperských Horách a dostala se do střetu s ekology i místními samosprávami. Působení DBM v této kauze zkritizoval ve shrnujícím materiálu pro časopis Sedmá generace zástupce ekologického hnutí Duha Vojtěch Kotecký.
Zastupoval též Ronalda Laudera a společnost CME v arbitráži s Českou republikou ohledně investice v TV Nova. Arbitráž přiznala v březnu 2003 CME odškodné ve výši deset miliard korun.
V roce 2012 DBM pod jeho vedením pečovala zejména o mediální obraz a komunikaci společností Billa, Karlovarské minerální vody, Reckitt Benckiser, Tesco SW a UPS.
Stal se též mediálním zástupcem International PhotoVoltaic Investors Club, sdružujícího zahraniční provozovatele slunečních elektráren, které v květnu 2013 vyvolalo arbitráž s Českou republikou kvůli mimořádné dani zavedené českou vládou ke kompenzaci nadměrně vysoké státní podpory solární energie.
Prosadil se především jako krizový komunikátor, v krizové komunikaci podporuje zásadu maximální transparentnosti. Novináři byl vnímán jako kontroverzní a neskromný, sám je naopak opakovaně kritizoval z neprofesionality a nekolegiality.
Jako mediální zástupce například zastupuje během úpadkové krize společnost Heavy Machinery Services, významného českého výrobce a opravce železničních vagonů.
V roce 1995 byl spoluzakladatelem české Asociace Public Relations Agentur, byl též členem jejího vedení a její etické komise, v roce 2007 z ní ale vystoupil, jelikož zastával názor, že pro informování o public relations je třeba uvádět konkrétní příklady z praxe, zatímco pro APRA byla taková otevřenost přehnaná. Přednáší o public relations na pražských kurzech London School of Public Relations.